# Tetrovití
Tetrovití (Characidae) je čeleď sladkovodních paprskoploutvých ryb z řádu trnobřiší (Characiformes). S více než 1100 platnými druhy se jedná o druhově nejbohatší čeleď řádu. Pochází z Jižní a Střední Ameriky, od Argentiny po Texas. Často nádherné zbarvení a stálá živost učinily z mnoha malých a mírných druhů této čeledi jedny z nejoblíbenějších akvarijních rybek.

## Popis
Valná většina rodů této čeledi se velmi dobře chová a odchovává, přičemž většina druhů je mírné povahy, zůstává drobná a žije pospolitě v hejnech. Měli by být proto chovány v početnějších skupinách nejméně po šesti až osmi exemplářích.
Většina se podobá parmičkám, některé tetrovité mají buďto dlouhý, protáhlý (torpédovitý) nebo i vysoký hřbet a přitom i silně zploštělý tvar trupu (jako např. terčové tetry). Ocasní ploutev je vždy rozvětvená, někdy je dolní část prodloužená, řitní ploutev je dlouhá a u všech druhů charakteristický znak – na kořeni ocasu jedna tuková ploutev. Čelisti mohou být jak ozubené, tak bez zubů. Horní má jednu nebo dvě řady zubů, u rodů Brycon a Creagrutus jsou to tři až čtyři. Spodní čelist má jednu až dvě řady, často vícehrotých zubů. Forma a uspořádání zubů jsou jedním z důležitých poznávací znaků v taxonomii.
Mnoho rodů z čeledi tetrovitých je velice pestrých s duhově barevnou kresbou. V kůži mnoha těchto ryb se nachází pod barevným chromatoforem vrstva guaninu, která minimum sluneční světlo proniknuvšího pod hladinu odráží a světélkuje. Můžeme se domnívat, že v tmavých vodách deštného pralesa to slouží ke způsobu rozpoznávání a k soudržnosti druhu či houfování.
Převážná většina tetrovitých jsou malé ryby, dosahujících necelých deseti centimetrů délky. Nejmenší druh dosahuje nejvýše 13 milimetrů, největší, kujaba brazilská Salminus brasiliensis, pak až k 1 metru délky.

## Způsob života
Tetrovití žijí v nejrůznějších biotopech a ekologických nikách. Obývají jak horní toky tak dolní části toků až po ústí řek. Existují druhy žijící skrytě v rostlinách, některé obývající i volné toky, nebo stojaté vody a tůně. Většina jsou ryby hejnové, ale jsou i druhy žijící samotářsky.

Téměř všechny tetry vypuzují k vytření jikry i sperma volně do vody, kde dochází k oplodnění a jikry se dále vyvíjejí, aniž se rodiče o ně starají. Ryby se třou většinou v párech, často při paralelním plavání v proudícím toku, oplodněné lepkavé jikry se pak zachytí mezi rostlinami, na nichž pak do vykulení zůstávají viset. Mnoho druhů rádo požírá své vlastní jikry, které ulpěly na rostlinách nebo na písku a kamenech. Některé druhy se třou také v jeskyních, pobřežních dírách a vymletých kapsách nebo si v písku pro potěr vytloukají jamky. Počet jiker nakladených při jednom výtěru je velmi variabilní a může se pohybovat od cca jednoho sta až po několik stovek. U podčeledi Glandulocaudinae jsou druhy s vnitřní oplodnění.
Potrava tetrovitých je velmi různorodá, jsou to převážně všežravci, ale vyskytují se i vyloženě býložravé či čistě dravé ryby. U podčeledi pilovití Serrasalminae existují druhy živící se také plody a semeny, u dalších i druhy jako např. tetra trojúhelníková Catoprion mento, živících se obíráním šupin jiných ryb.
V některých případech se jedná o dravé ryby schopné v houfu usmrtit a sežrat i středně velké obratlovce. Příkladem je druh Serrasalmus rhombeus, u něhož byl v roce 2021 experimentálně zjištěn čelistní stisk o síle kolem 320 newtonů.

## Rozšíření
Tyto ryby žijí od Texasu a Mexika přes Střední Ameriku a sever Jižní Ameriky až po střední Argentinu. K této čeledi patří jak známé piraňa červená (Pygocentrus nattereri), tak i mnoho malých druhů sladkovodních rybek, jako např. neonka obecná (Paracheirodon innesi).

## Systematika
Tato velice diversifikovaná čeleď se dělí do čtrnácti podčeledí. Některé z rodů nemohly být přiřazeny k žádné podčeledi či kladu, a proto jsou vedeny jako incertae sedis.
- tetrovití (Characidae)
  - podčeleď Agoniatinae:
    - Agoniates Müller & Troschel, 1845

  - podčeleď Aphyocharacinae:
    - Aphyocharax Günther, 1868
    - Inpaichthys kerri Géry & Junk, 1977
    - Leptagoniates Boulenger, 1887
    - Paragoniates Steindachner, 1876

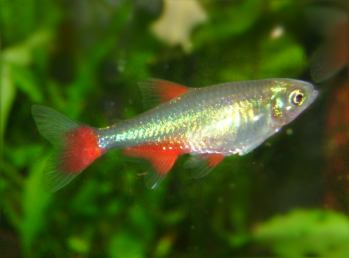
Tetra červenoploutvá (Aphyocharax anisitsi)

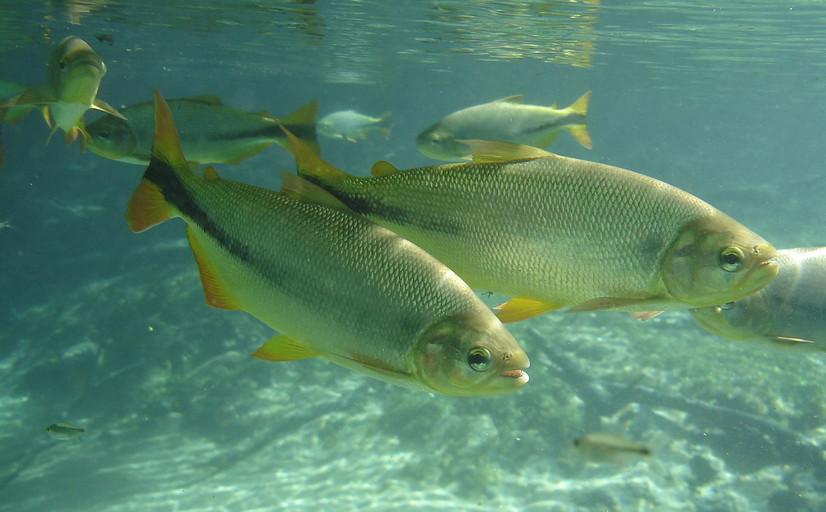
Brycon hilarii

Piraňa rostlinožravá
(Colossoma macropomum)

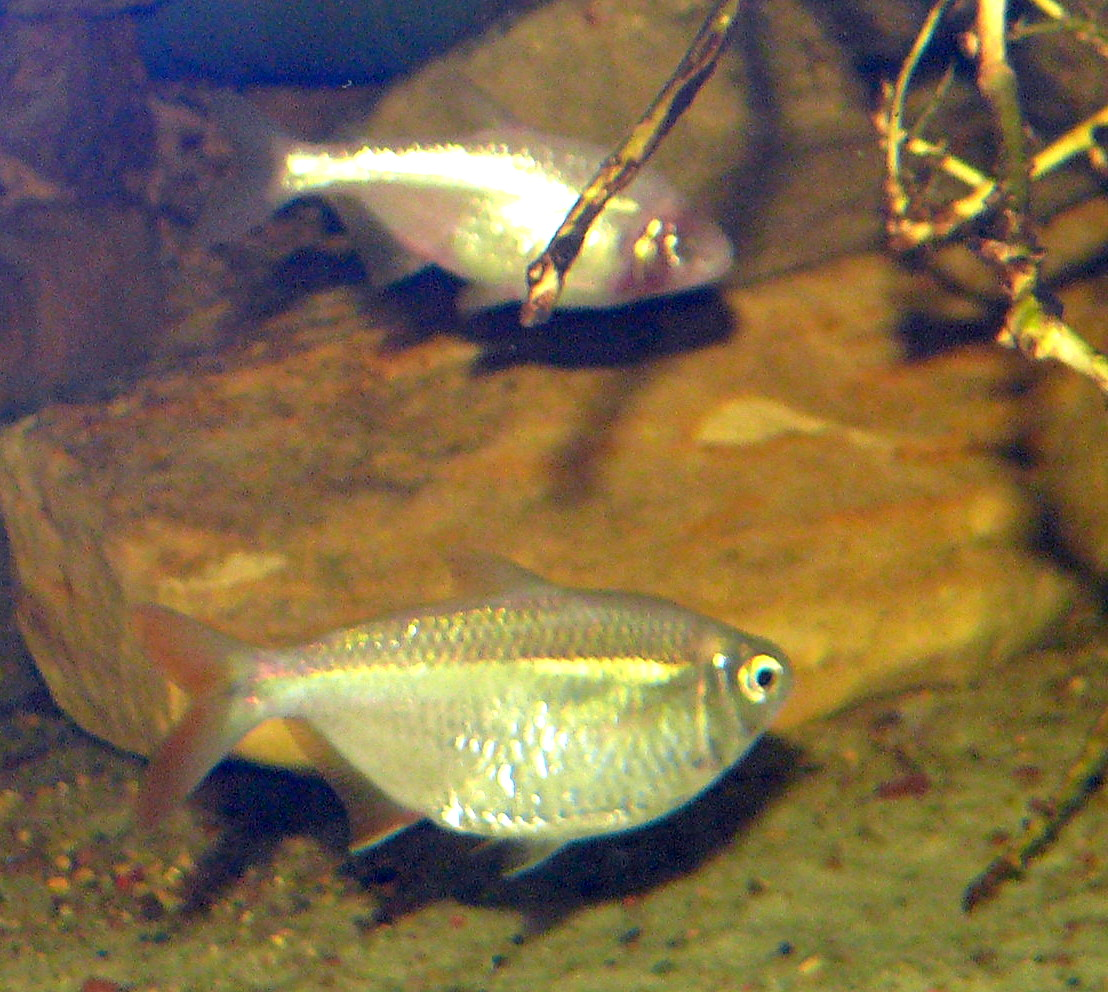
Tetra jeskynní
dole normální forma,
nahoře slepá jeskynní forma

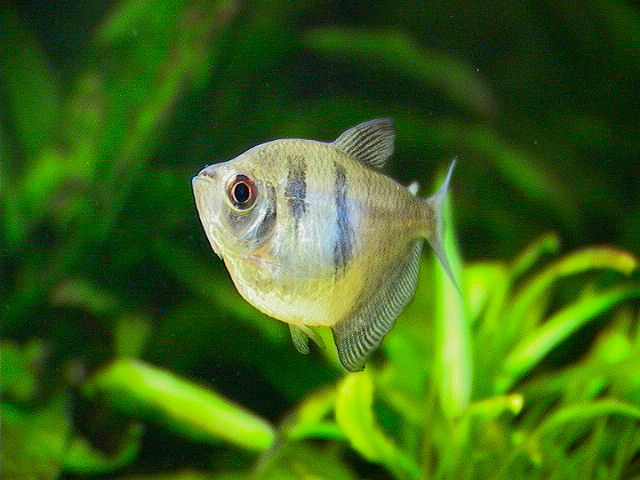
Tetra černá (Gymnocorymbus ternetzi)

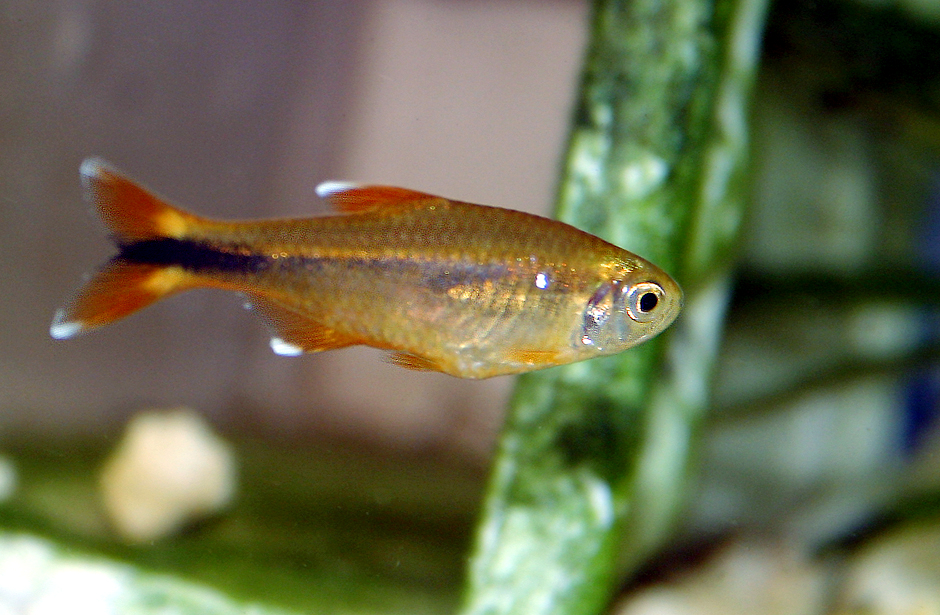
Tetra měděná
(Hasemania nana)

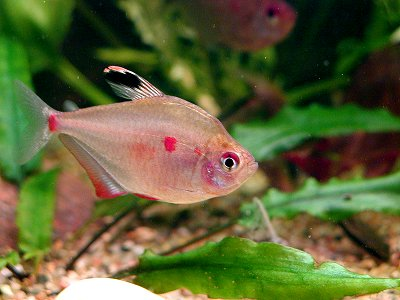
Tetra červenoskvrnná (Hyphessobrycon erythrostigma)

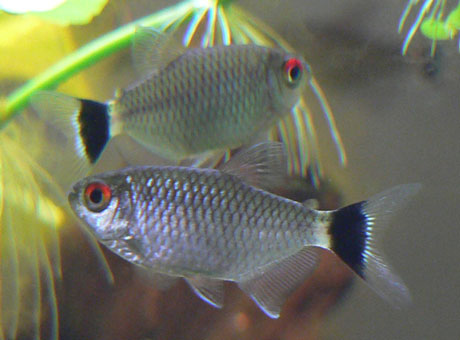
Tetra paraguayská
(Moenkhausia sanctaefilomenae)

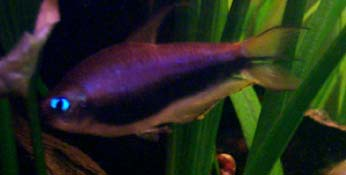
Tetra císařská
(Nematobrycon palmeri)

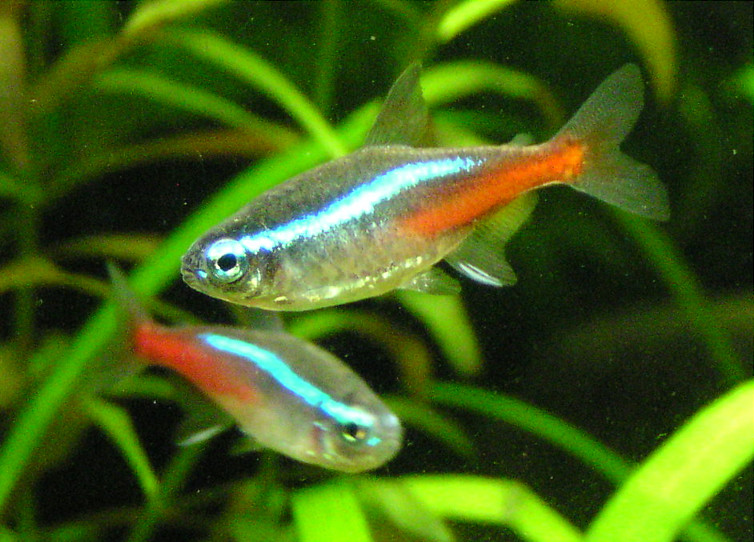
Neonka obecná (Paracheirodon innesi)

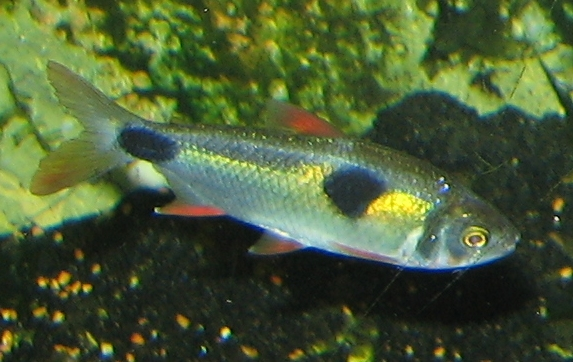
Tetra dvouskvrnná
(Exodon paradoxus)

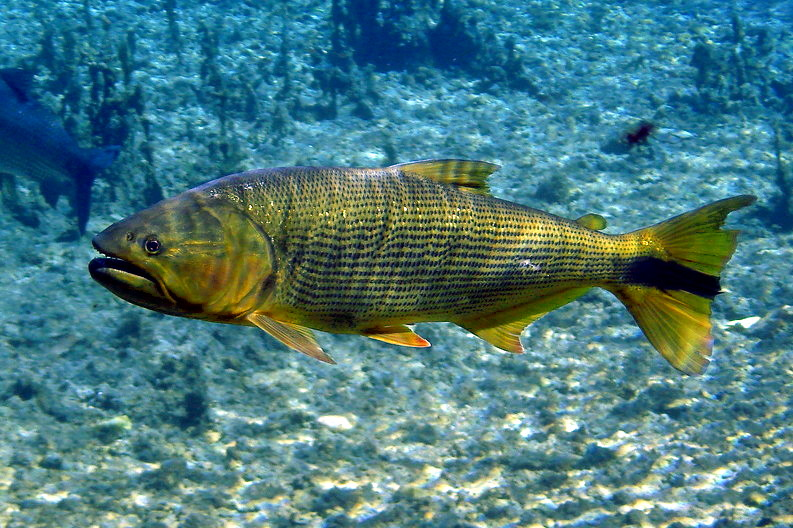
Kujaba brazilská
(Salminus brasiliensis)

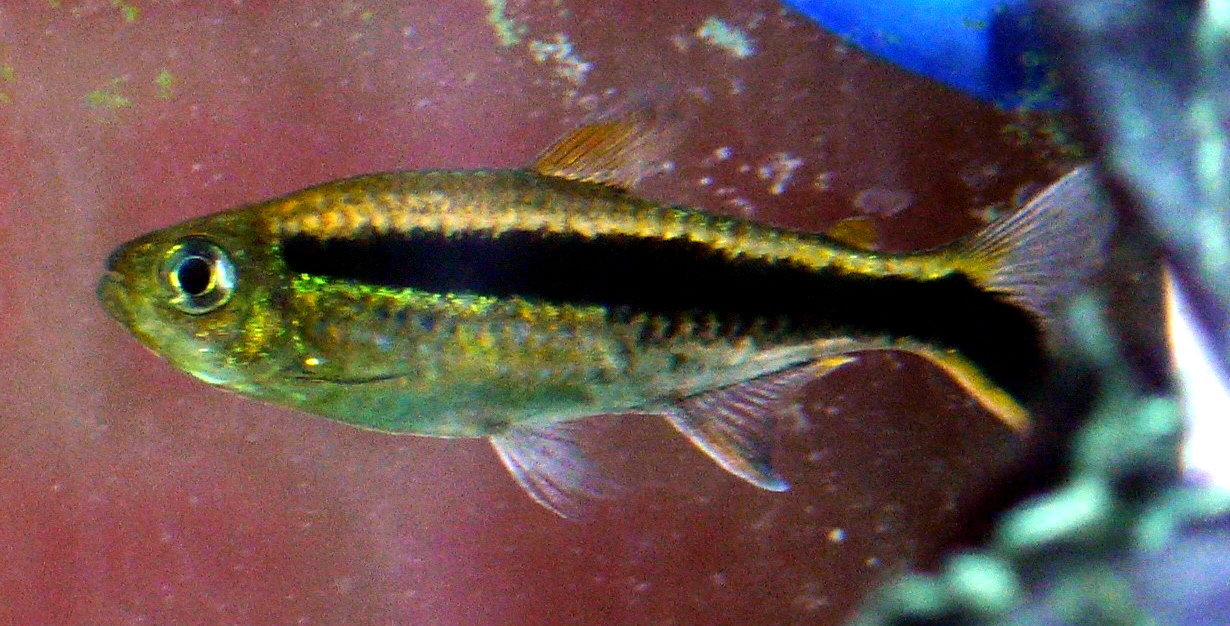
Tetra křivopruhá (Thayeria boehlkei)

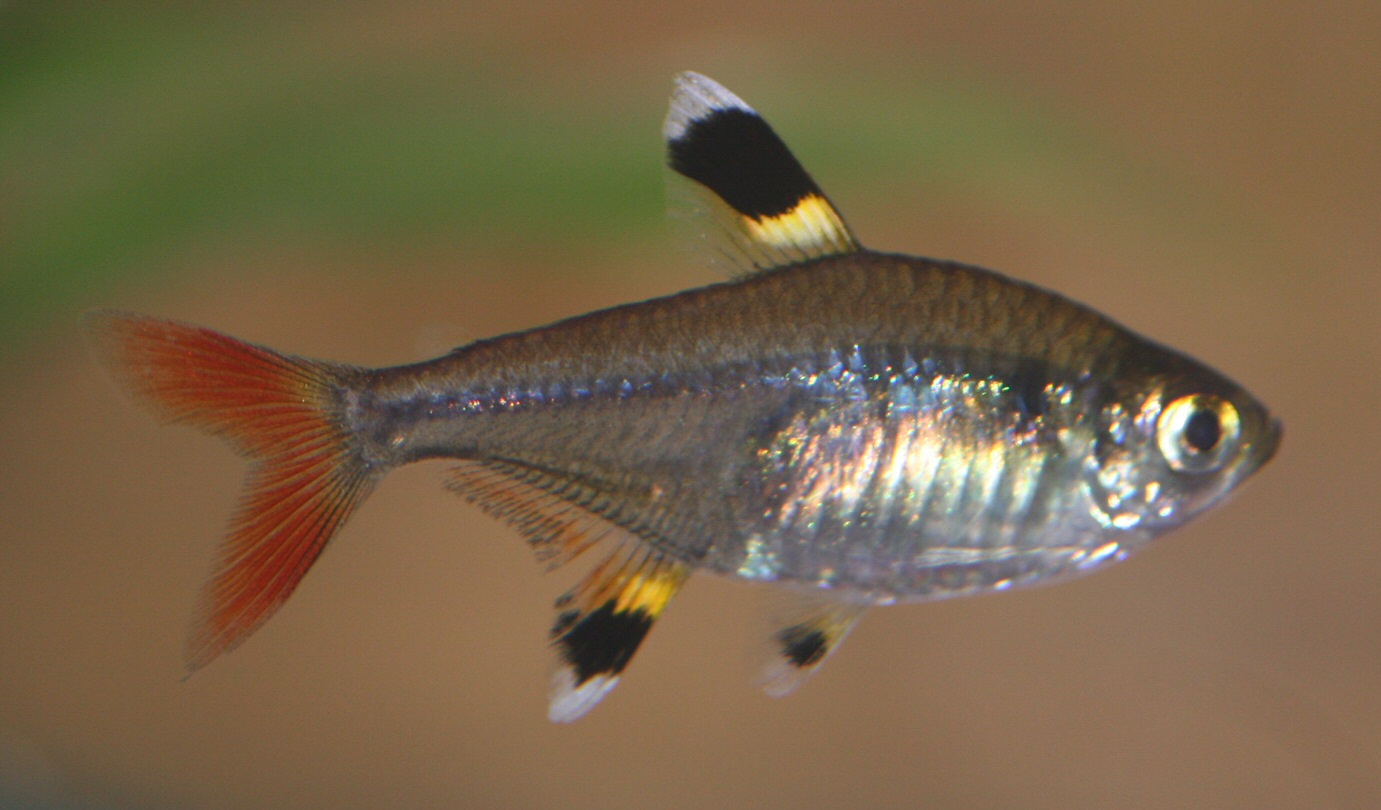
Tetra průsvitná
(Pristella maxillaris)

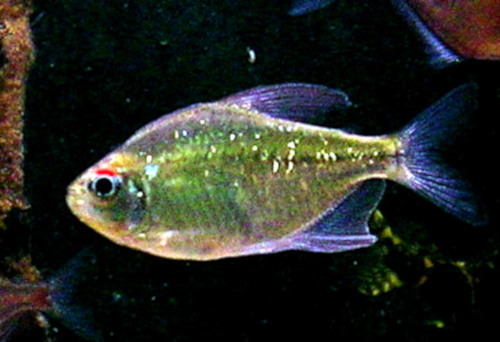
Tetra diamantová
(Moenkhausia pittieri)

    - Phenagoniates Eigenmann & Wilson in Eigenmann, Henn & Wilson, 1914
    - Prionobrama Fowler, 1913
    - Rachoviscus Myers, 1926
    - Xenagoniates Myers, 1942

  - podčeleď Aphyoditeinae:
    - Aphyocharacidium Géry, 1960
    - Aphyodite Eigenmann, 1912
    - Axelrodia Géry, 1965
    - Leptobrycon Eigenmann, 1915
    - Microschemobrycon Eigenmann, 1915
    - Oxybrycon Géry, 1964
    - Parecbasis Eigenmann, 1914
    - Tyttobrycon Géry, 1973

  - Astyanax klad:
    - Astyanacinus Eigenmann, 1907
    - Astyanax Baird & Girard, 1854
    - Ctenobrycon Eigenmann, 1908
    - Markiana Eigenmann, 1903
    - Psellogrammus Eigenmann, 1908

  - Bramocharax klad:
    - Bramocharax Gill in Gill & Bransford, 1877
    - Oligosarcus Günther, 1864

  - podčeleď Bryconinae:
    - Brycon Müller & Troschel, 1844
    - Chilobrycon Géry & de Rham, 1981
    - Henochilus Garman, 1890

  - podčeleď Characinae:
    - Acanthocharax Eigenmann, 1912
    - Acestrocephalus Eigenmann, 1910
    - Bryconexodon Géry, 1980
    - Charax Scopoli, 1777
    - Cynopotamus Valenciennes in Cuvier & Valenciennes, 1850
    - Exodon Müller & Troschel, 1844
    - Galeocharax Fowler, 1910
    - Phenacogaster Eigenmann, 1907
    - Priocharax Weitzman & Vari, 1987
    - Roeboexodon Géry, 1959
    - Roeboides Günther, 1864

  - podčeleď Cheirodontinae:
    - Acinocheirodon Malabarba & Weitzman, 1999
    - Aphyocheirodon Eigenmann, 1915
    - Cheirodon Girard, 1855
    - Cheirodontops Schultz, 1944
    - Compsura Eigenmann, 1915
    - Heterocheirodon Malabarba, 1998
    - Kolpotocheirodon Malabarba & Weitzman, 2000
    - Macropsobrycon Eigenmann, 1915
    - Nanocheirodon Malabarba, 1998
    - Odontostilbe Cope, 1870
    - Prodontocharax Eigenmann & Pearson in Pearson, 1924
    - Pseudocheirodon Meek & Hildebrand, 1916
    - Saccoderma Schultz, 1944
    - Serrapinnus Malabarba, 1998
    - Spintherobolus Eigenmann, 1911

  - podčeleď Clupeacharacinae:
    - Clupeacharax Pearson, 1924

  - podčeleď Serrasalminae:
    - Megapiranha (Megapiranha paranensis Cione et al., 2009) †
    - Piaractus Eigenmann, 1903
    - Pygocentrus Müller & Troschel, 1844
    - Serrasalmo Duméril, 1806
    - Serrasalmus Lacepède, 1803

  - podčeleď Stevardiinae (incl. ex. Glandulocaudinae):
    - Acrobrycon Eigenmann & Pearson, 1924
    - Argopleura Eigenmann, 1913
    - Boehlkea Géry, 1966
    - Bryconacidnus Myers in Eigenmann & Myers, 1929
    - Bryconadenos Weitzman, Menezes, Evers & Burns, 2005
    - Bryconamericus Eigenmann in Eigenmann, McAtee & Ward, 1907
    - Caiapobrycon Malabarba & Vari, 2000
    - Ceratobranchia Eigenmann in Eigenmann, Henn & Wilson, 1914
    - Chrysobrycon Weitzman & Menezes, 1998
    - Corynopoma – Corynopoma riisei Gill, 1858
    - Creagrutus Günther, 1864
    - Cyanocharax Malabarba & Weitzman, 2003
    - Diapoma Cope, 1894
    - Gephyrocharax Eigenmann, 1912
    - Glandulocauda Eigenmann, 1911
    - Hemibrycon Günther, 1864
    - Hypobrycon Malabarba & Malabarba, 1994
    - Hysteronotus Eigenmann, 1911
    - Iotabrycon Roberts, 1973
    - Knodus Eigenmann, 1911
    - Landonia Eigenmann & Henn, 1914
    - Lophiobrycon Castro, Ribeiro, Benine & Melo, 2003
    - Microgenys Eigenmann, 1913
    - Mimagoniates Regan, 1907
    - Monotocheirodon Eigenmann & Pearson in Pearson, 1924
    - Nantis Mirande, Aguilera & Azpelicueta, 2004
    - Odontostoechus Gomes, 1947
    - Othonocheirodus Myers, 1927
    - Phenacobrycon Eigenmann, 1922
    - Piabarchus Myers, 1928
    - Piabina Reinhardt, 1867
    - Planaltina Böhlke, 1954
    - Pseudocorynopoma Perugia, 1891
    - Pterobrycon Eigenmann, 1913
    - Ptychocharax Weitzman, Fink, Machado-Allison & Royero L., 1994
    - Rhinopetitia Géry, 1964
    - Scopaeocharax Weitzman & Fink, 1985
    - Tyttocharax Fowler, 1913
    - Xenurobrycon Myers & Miranda Ribeiro, 1945

  - podčeleď Gymnocharacinae:
    - Coptobrycon Géry, 1966
    - Grundulus Valenciennes in Cuvier & Valenciennes, 1846
    - Gymnocharacinus Steindachner, 1903
    - Nematobrycon Eigenmann, 1911

  - Hemigrammus klad:
    - Bario Myers, 1940
    - Deuterodon Eigenmann in Eigenmann, McAtee & Ward, 1907
    - Hasemania Ellis, 1911
    - Hemigrammus Gill, 1858
    - Hyphessobrycon Durbin in Eigenmann, 1908
    - Moenkhausia Eigenmann, 1903
    - Myxiops Zanata & Akama, 2004
    - Paracheirodon Géry, 1960
    - Petitella Géry & Boutière, 1964
    - Probolodus Eigenmann, 1911
    - Thayeria Eigenmann, 1908

  - podčeleď Iguanodectinae:
    - Iguanodectes Cope, 1872
    - Piabucus Oken, 1817

  - podčeleď Rhoadsiinae:
    - Carlana Strand, 1928
    - Nematocharax Weitzman, Menezes et Britski, 1986
    - Parastremma Eigenmann, 1912
    - Rhoadsia Fowler, 1911

  - podčeleď Stethaprioninae:
    - Brachychalcinus Boulenger, 1892
    - Gymnocorymbus Eigenmann, 1908
    - Orthospinus Reis, 1989
    - Poptella Eigenmann, 1908
    - Stethaprion Cope, 1870
    - Stichonodon Eigenmann, 1903

  - podčeleď Tetragonopterinae:
    - Tetragonopterus Cuvier, 1816

  - Jupiaba klad:
    - Jupiaba Zanata, 1997

  - Pseudochalceus klad:
    - Hollandichthys Eigenmann, 1910
    - Pseudochalceus Kner, 1863

  - Incertae sedis:
    - Atopomesus Myers, 1927
    - Attonitus Vari & Ortega, 2000
    - Aulixidens Böhlke, 1952
    - Brittanichthys Géry, 1965
    - Bryconella Géry, 1965
    - Bryconops Kner, 1858
    - Carlastyanax Géry, 1972
    - Catoprion Müller & Troschel, 1844
    - Chalceus Cuvier, 1818
    - Dectobrycon Zarske & Géry 2006
    - Engraulisoma Castro, 1981
    - Genycharax Eigenmann, 1912
    - Gnathocharax Fowler, 1913
    - Gymnotichthys Fernández-Yépez, 1950
    - Heterocharax Eigenmann, 1912
    - Hoplocharax Géry, 1966
    - Lobodeuterodon Fowler, 1945
    - Lonchogenys Myers, 1927
    - Lignobrycon Eigenmann & Myers, 1929
    - Mixobrycon Eigenmann, 1915
    - Nans Mirande, Aguilera & Azpelicueta, 2004
    - Oligobrycon Eigenmann, 1915
    - Parapristella Géry, 1964
    - Pristella Eigenmann, 1908
    - Psalidodon Eigenmann, 1911
    - Rhinobrycon Myers, 1944
    - Salminus Agassiz in Spix & Agassiz, 1829
    - Schultzites Géry, 1964
    - Scissor Günther, 1864
    - Serrabrycon Vari, 1986
    - Stygichthys Brittan & Böhlke, 1965
    - Thrissobrycon Böhlke, 1953
    - Triportheus Cope, 1872
    - Tucanoichthys Géry & Römer, 1997